# La bottega di Mago Merlino
La bottega di Mago Merlino (Merlin's Shop of Mystical Wonders) è un film statunitense del 1996 diretto da Kenneth J. Berton.
È un film fantastico con Ernest Borgnine, nel ruolo di un nonno che racconta al nipote una storia sul mago Merlino che apre una bottega nella moderna America, George Milan e Bunny Summers.

## Produzione
Il film, diretto, sceneggiato e prodotto da Kenneth J. Berton per Berton Films, Brencam Entertainment e Santelmo Entertainment, fu girato a Petaluma in California. Alcune sequenze sono prese dal film Il dono del Diavolo (The Devil's Gift) del 1984.

## Distribuzione
Il film fu distribuito negli Stati Uniti nel 1996
Alcune delle uscite internazionali sono state:
- in Brasile (As Maravilhas do Mago Merlin)
- in Spagna (La mística tienda de las maravillas de Merlín)
- in Italia (La bottega di Mago Merlino)[5]

## Promozione
La tagline è: "In a world where magic truely (sic) exists, anything can happen.".